# شهر وقلعه بی‌بی دوست
شهر وقلعه بی بی دوست مربوط به دوره اشکانیان - دوره ساسانیان است و در ۱۷ کیلومتری شمال شرقی زابل از مسیر روستای بنچار واقع شده و این اثر در تاریخ ۱ اردیبهشت ۱۳۴۵ با شمارهٔ ثبت ۵۳۶ به‌عنوان یکی از آثار ملی ایران به ثبت رسیده است.